# Rue Dominique-Pado
La rue Dominique-Pado est une voie du 15e arrondissement de Paris, en France.

## Situation et accès
La rue Dominique-Pado est une voie publique située dans le 15e arrondissement de Paris. Elle débute au 211, rue de la Croix-Nivert et se termine en impasse.

## Origine du nom

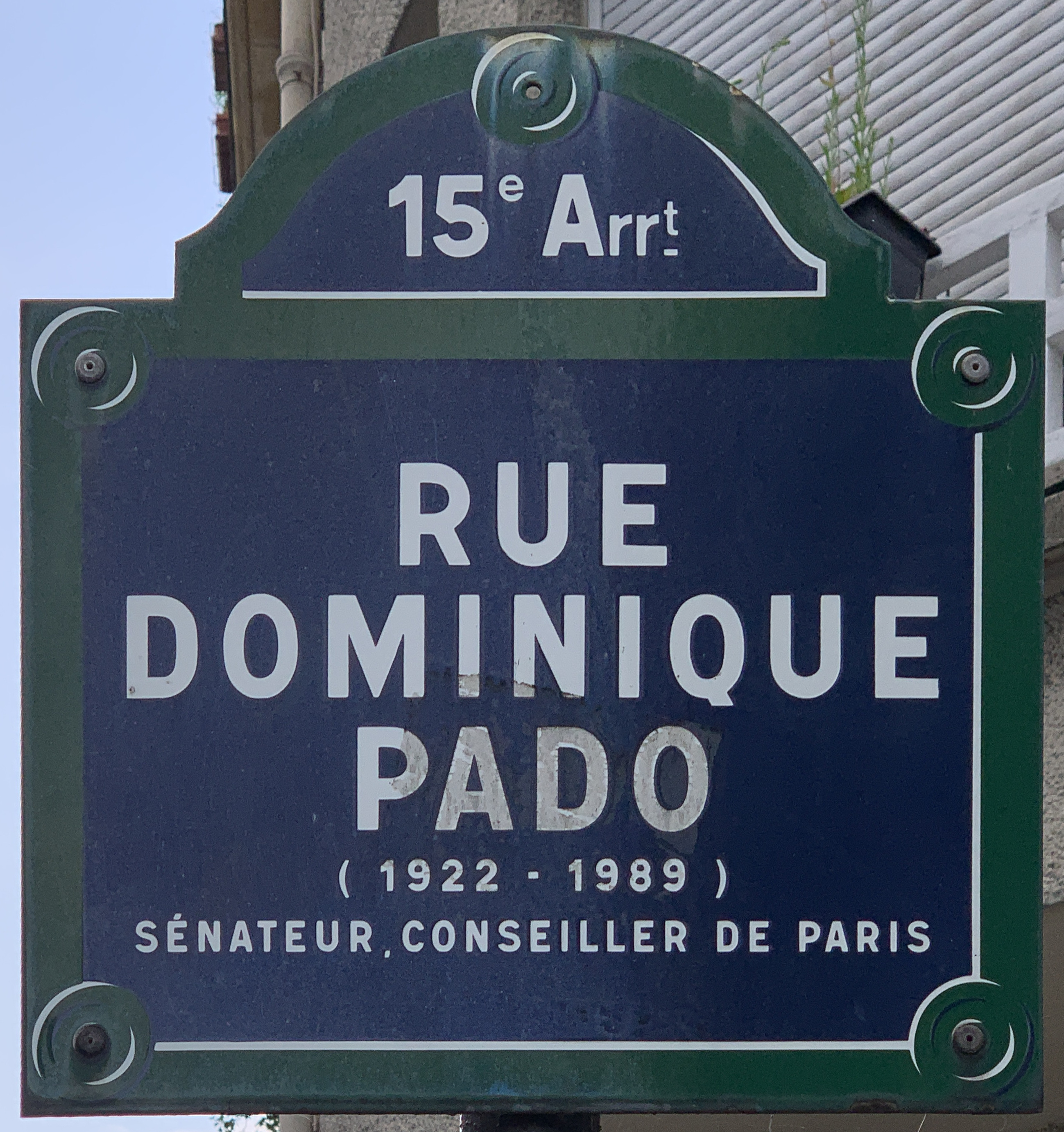
Plaque de la rue.

La rue a été nommée en l'honneur de Dominique Pado (1922-1989), journaliste, conseiller municipal et adjoint au maire de Paris.

## Historique
Cette voie est ouverte par la Ville de Paris en 1941 sur un lotissement abandonné et prend sa dénomination actuelle le 18 juillet 1995. 